# Чемпіонат України з футболу серед жінок 1997: вища ліга
Чемпіонат України з футболу 1997 року серед жінок: вища ліга — 6-й чемпіонат України з футболу, який проводився серед жіночих колективів. Турнір стартував 2 травня, а завершився 8 жовтня 1997 року. Чемпіоном України стала київська «Аліна».

## Учасники
У чемпіонаті в 1997 році брали участь 5 команд. З учасників минулого сезону чемпіонат позбувся одеської «Чорноморочка».
| Клуб             | Місто     |
| ---------------- | --------- |
| Аліна            | Київ      |
| Графіт           | Запоріжжя |
| Донеччанка-Варна | Донецьк   |
| Легенда-Чексіл   | Чернігів  |
| Сталь-Ніка-ММК   | Макіївка  |

## Турнірна таблиця
|   | Аліна (Київ)               | ~       | 2:1 2:0  | 2:1 0:2 | 4:0 +:- | 3:0 +:- | 16 | 13 | 0 | 3  | 27 — 9 | 39 |
|   | Легенда-Чексіл (Чернігів)  | 3:1 1:0 | ~        | 1:1 1:0 | 2:0 1:0 | 1:0 2:0 | 16 | 11 | 2 | 3  | 26 — 9 | 35 |
|   | Донеччанка-Варна (Донецьк) | 0:1 1:2 | 2:0 1:1  | ~       | 3:0 2:0 | 2:0 +:- | 16 | 9  | 2 | 5  | 24 — 8 | 29 |
| 4 | Сталь-Ніка-ММК (Макіївка)  | 0:2 0:3 | 0:1 -:+  | 0:4 -:+ | ~       | 4:0 1:0 | 16 | 3  | 1 | 12 | 8 — 24 | 10 |
| 5 | Графіт (Запоріжжя)         | 0:5 -:+ | 0:1 0:10 | 0:5 +:- | 2:2 0:1 | ~       | 16 | 1  | 1 | 14 | 2 — 37 | 4  |